# Громижељ
Посебни резерват природе Громижељ је заштићено подручје од 831 хектара на територији општине Бијељина, у близини ушћа Дрине у Саву.1 Познато је као станиште ријетке врсте рибе Umbra krameri.
Флору резервата чине око 400 биљних врста папрати и голосјемењаче. Међу њима налази се и ретка Hottonia palustris L. — ребратица, Telypteris palustris Schott. — мочварна папрат, Nuphar luteum Sm. — жути локвањ и мочварна жара Urticu kioviensis која је први пут регистрована у мочварама Громижеља.2
Крајем 2008. године у Велином Селу на локалитету Лакетића вир откривено је постојање ријетке и угрожене рибе Umbra krameri , познатија под локалним именом мргуда и црнка. Воде резервата станиште су и барске корњаче. Громижељ је станиште 89 врста птица.3